# Sandwich (Regno Unito)
Sandwich è una cittadina di circa 6 800 abitanti della Gran Bretagna, nel Kent. Sul fiume Stour, presso il canale della Manica, fino al XV secolo fu il principale dei Cinque Porti, ma in seguito la foce del fiume si insabbiò impedendo l'accesso al mare. Il 4º conte di Sandwich, John Montagu, diede il nome all'omonimo panino.
Di origine medievale, fu fondata dai sassoni col nome di Stonar (o anche Lundenwic): conserva numerose case antiche e chiese romanico-gotiche (St. Peter, St. Clement, St. Mary); notevoli sono anche la Guildhall (di epoca Tudor) ed il cinquecentesco Barbican (l'antica porta cittadina).